# Pape-Philippe Amagou
Pape-Philippe Amagou (Maisons-Laffitte, 17 febbraio 1985) è un ex cestista francese con cittadinanza ivoriana.

## Carriera
Con la Costa d'Avorio ha disputato i Campionati mondiali del 2010 e due edizioni dei Campionati africani (2009, 2013).

## Palmarès
- Campionato francese: 4

Le Mans: 2005-06, 2017-18
Nancy: 2007-08
Limoges CSP: 2014-15
- Coppa di Francia: 2

Le Mans: 2004, 2015-16
- Semaine des As: 1

Le Mans: 2006
- Match des Champions: 1

Nancy: 2011